# Gumpoldskirchen (zámek řádu německých rytířů)
Zámek Řádu německých rytířů Gumpoldskirchen je „hostinec“ ve vinařské obci Gumpoldskirchen v okrese Mödling v rakouské spolkové zemi Dolní Rakousy,

## Historie
Staré opevnění se dvěma strážními věži je součástí barokního zámku se čtyřmi křídly. Část opevněného místa daroval v roce 1241 císař Fridrich II. (1194-1250) Řádu německých rytířů.
V roce 1931 byla provedena nástavba a přestavba zámku. Od roku 1934 do roku 1938 zde pobýval arcivévoda velmistr Řádu Evžen Rakousko-Těšínský. Ihned po připojení Rakouska k Německé říši, byl zámek Řádu nacisty vyvlastněn a velmistr Řádu ho musel opustit. Během anšlusu k Německu v roce 1938 byl v zámku "výzkumný ústav pro pěstování vinné révy" a nazýval se první říšská vinice.
V roce 1945 po vzniklých válečných škodách a v roce 1946 byl zámek vrácen do majetku církve a až do roku 1985 sloužil jako domov důchodců.
Po rozsáhlé generální opravě v letech 1998 až 1999 je zámek využit jako hotel.